# جون غريغوري بيتانكورت
جون غريغوري بيتانكورت (بالإنجليزية: John Gregory Betancourt)‏ (25 أكتوبر 1963، سانت لويس في الولايات المتحدة)؛ روائي أمريكي.